# Панке, Гюнтер
Гюнтер Панке (нем. Günther Pancke; 1 мая 1899, Гнезен, Западная Пруссия — 17 августа 1973, Гамбург, ФРГ) — один из высших офицеров СС, обергруппенфюрер СС и генерал полиции (21 июня 1943) и генерал войск СС (21 марта 1945).

## Биография
Родился в семье офицера. Решив сделать военную карьеру, с 1910 по 1917 год учился в Прусском кадетском корпусе.
Участник Первой мировой войны. В июне 1918 года произведен в лейтенанты. После окончания Первой мировой воны вступил в ряды фрайкора в Железную дивизию, действующую на территории Прибалтики. До 1920 года служил в Западно-прусской пограничной страже. После роспуска организации, его участников не принимали на работу в армию и промышленность, поэтому Гюнтер отправился сначала в Испанию, а затем в Чили и Аргентину, где до 1927 года занимался фермерством.
После возвращения в Германию работал в технической физической лаборатории в Киле.

## Карьера в СС
1 августа 1930 года вступил в НСДАП (№ 282737), а 1 июня 1931 года — в СС (№ 10110).
В 1931 году потерял работу и начал активно участвовать в политической деятельности. 15 декабря 1932 года получил чин штурмбаннфюрера СС. С июня 1931 года был инспектором, а затем — руководителем школы СС в Крейнсене.
С середины июня 1932 года был адъютантом 12-го штандарта СС (Ганновер), с 24 декабря — командором 50-го штандарта СС «Северный Шлезвиг» (Фленсбург), с 15 декабря 1933 года — 22-го абшнита СС (Алленштейн), с апреля 1934 года — 13-го абшнита СС (Шеттин), с 31 августа — командир 15-го абшнита СС (Альтона).
В 1935 году поступил в сухопутные войска в чине лейтенанта, служил в разведывательных частях. С 25 апреля по 1 июня 1938 года являлся начальником штаба оберабшнита СС «Север» (Гамбург/Альтона), после объединения 1 апреля 1936 года оберабшнитов «Север» и «Северо-Запад» стал начальником штаба оберабшнита «Северо-Запад».
В сентябре 1936 года по идеологическим соображениям вышел из протестантской церкви.
12 сентября 1938 стал руководителем Главного управления СС по вопросам расы и поселения, которое являлось главным учреждением, проводившим расовую политику как в Германии, так и на оккупированных территориях. С началом Второй мировой войны во главе карательного отряда, был направлен на оккупированные территории Польши. Карательного отряд, сформированный из 2-го полка СС «Бранденбург» соединений «Мертвая голова», действуя в зоне 8-й армии, проводил массовые расстрелы мирного населения и военнопленных поляков.
С 9 июля 1940 года по 15 сентября 1943 года занимал пост руководителя оберабшнита СС «Центр» (провинция Бранденбург).
Одновременно 6 октября 1942 года был назначен высшим руководителем СС и полиции в Дании (Копенгаген), где принял участие в подавлении антифашистского восстания.

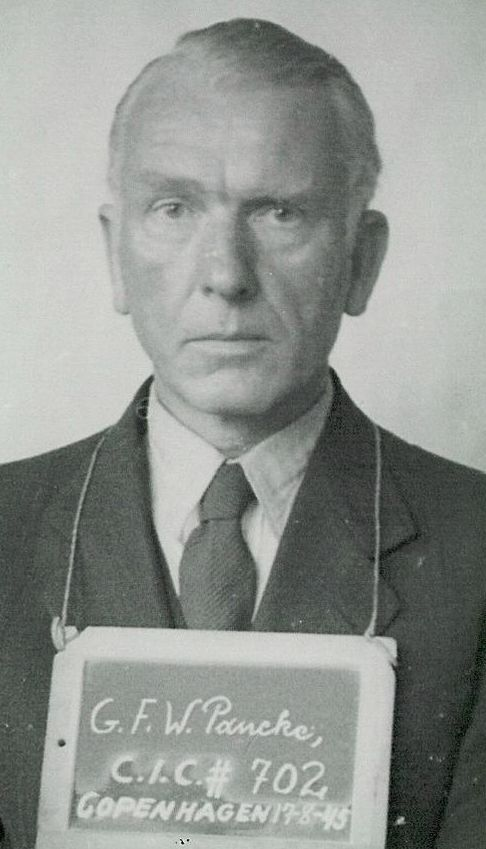
Гюнтер Панке в 1945 году

## Суд
После окончания войны был арестован датскими властями. 20 сентября 1948 года судом в Копенгагене был приговорён к 20 годам тюрьмы.
В 1953 году Гюнтера Панке помиловали. Умер 17 августа 1973 года в Гамбурге.

## Награды
- Железный крест 2-го класса (1914)
- Знак за ранение (чёрный) (1918)
- Почётный крест ветерана войны с мечами
- Шеврон старого бойца
- Крест военных заслуг 1-й степени с мечами
- Крест военных заслуг 2-й степени с мечами
- Золотой партийный знак НСДАП
- Медаль За выслугу лет в НСДАП в бронзе и серебре
- Кольцо «Мёртвая голова»
- Почетная шпага рейхсфюрера СС